# Сеправ (гміна Сеправ)
Сеправ (пол. Siepraw) — село в Польщі, у гміні Сеправ Мисленицького повіту Малопольського воєводства.
Населення — 4441 особа (2011).
У 1975-1998 роках село належало до Краківського воєводства.

## Демографія
Демографічна структура станом на 31 березня 2011 року:
|          | Загалом | Допрацездатний вік | Працездатний вік | Постпрацездатний вік |
| -------- | ------- | ------------------ | ---------------- | -------------------- |
| Чоловіки | 2200    | 500                | 1506             | 194                  |
| Жінки    | 2241    | 424                | 1384             | 433                  |
| Разом    | 4441    | 924                | 2890             | 627                  |